# Urziceni
Urziceni là một đô thị thuộc hạt Ialomița, România. Dân số thời điểm năm 2002 là 17089 người.